# Chelonus porteri
Chelonus porteri är en stekelart som beskrevs av Brethes 1923. Chelonus porteri ingår i släktet Chelonus och familjen bracksteklar. Inga underarter finns listade i Catalogue of Life.